# Добрівлянська сільська рада (Заліщицький район)
Добрівля́нська сільська́ ра́да — адміністративно-територіальна одиниця та орган місцевого самоврядування в Заліщицькому районі Тернопільської області. Адміністративний центр — село Добрівляни.

## Загальні відомості
- Територія ради: 12,44 км²
- Населення ради: 1 980 осіб (станом на 2001 рік)
- Територією ради протікає річка Дністер

## Населені пункти
Сільській раді були підпорядковані населені пункти:
- с. Добрівляни

## Склад ради
Рада складалася з 20 депутатів та голови.
- Голова ради: Гуцуляк Степан Федорович
- Секретар ради: Монич Лілія Миколаївна

### Керівний склад попередніх скликань
| Прізвище, ім'я, по батькові | Основні відомості                                                                                              | Дата обрання | Дата звільнення |
| --------------------------- | --- | ------------ | --------------- |
| Гуцуляк Степан Федорович    | Сільський голова, 1949 року народження, освіта середня загальна, член Всеукраїнського об'єднання «Батьківщина» | 26.03.2006   | 31.10.2010      |
| Гуцуляк Степан Федорович    | Сільський голова, 1949 року народження, освіта середня загальна, безпартійний                                  | 31.10.2010   |                 |

Примітка: таблиця складена за даними сайту Верховної Ради України

### Депутати
За результатами місцевих виборів 2010 року депутатами ради стали:

#### За суб'єктами висування
| Суб'єкт висування         | Кількість обраних депутатів | %  |
| ------------------------- | --------------------------- | -- |
| Самовисування             | 18                          | 90 |
| Українська Народна Партія | 2                           | 10 |

#### За округами
| № округу                  | Прізвище, ім'я, по батькові    | Дата визнання обраним | Освіта             | Партійна приналежність | Відомості про обраного депутата            |
| ------------------------- | ------------------------------ | --------------------- | ------------------ | ---------------------- | ------------------------------------------ |
| Українська Народна Партія |                                |                       |                    |                        |                                            |
| 2                         | Печончик Ігор Віталійович      | 02.11.2010            | середня            | позапартійний          | тимчасово не працює                        |
| 11                        | Свіченюк Богдан Васильович     | 02.11.2010            | середня            | позапартійний          | АЗС, оператор                              |
| Самовисування             |                                |                       |                    |                        |                                            |
| 1                         | Гуменюк Роман Михайлович       | 02.11.2010            | середня спеціальна | позапартійний          | тимчасово не працює                        |
| 3                         | Смеречанський Віктор Йосипович | 02.11.2010            | середня            | позапартійний          | тимчасово не працює                        |
| 4                         | Ткачик Роман Васильович        | 02.11.2010            | середня спеціальна | позапартійний          | тимчасово не працює                        |
| 5                         | Навольський Володимир Петрович | 02.11.2010            | вища               | позапартійний          | УАПР, інженер                              |
| 6                         | Шух Роман Романович            | 02.11.2010            | вища               | позапартійний          | тимчасово не працює                        |
| 7                         | Монич Віталій Васильович       | 02.11.2010            | середня            | позапартійний          | ДНВК, оператор                             |
| 8                         | Кузняк Степанія Йосипівна      | 02.11.2010            | вища               | позапартійна           | пенсіонер                                  |
| 9                         | Чирвоняк Богдан Тарасович      | 02.11.2010            | вища               | позапартійний          | ЗПТД, лікар                                |
| 10                        | Калинюк Олег Євгенович         | 02.11.2010            | середня спеціальна | позапартійний          | тимчасово не працює                        |
| 12                        | Червоняк Михайло Тарасович     | 02.11.2010            | вища               | позапартійний          | Автошкола, інженер                         |
| 13                        | Мамалига Мирослав Васильович   | 02.11.2010            | вища               | позапартійний          | тимчасово не працює                        |
| 14                        | Мамалига Онуфрій Ількович      | 02.11.2010            | середня            | позапартійний          | пенсіонер                                  |
| 15                        | Андрушко Роман Семенович       | 02.11.2010            | середня            | позапартійний          | тимчасово не працює                        |
| 16                        | Монич Лілія Миколаївна         | 02.11.2010            | середня спеціальна | позапартійна           | Добрівлянська сільська рада, секретар ради |
| 17                        | Мендик Петро Васильович        | 02.11.2010            | середня спеціальна | позапартійний          | тимчасово не працює                        |
| 18                        | Боднар Роман Ярославович       | 02.11.2010            | середня            | позапартійний          | тимчасово не працює                        |
| 19                        | Кавчак Василь Юркович          | 02.11.2010            | вища               | позапартійний          | Заліщицька ЦКРЛ, лікар                     |
| 20                        | Романко Роман Мирославович     | 02.11.2010            | середня            | позапартійний          | ЗРД, оператор                              |